# Charles Jasper Joly
Charles Jasper Joly, född den 27 juni 1864 i Tullamore, död den 4 januari 1906 i Dublin, var en irländsk matematiker och astronom.
Joly blev 1897 professor i astronomi vid universitetet i Dublin och Royal Astronomer of Ireland, med vilken befattning är förenat direktorskapet över Dunsinkobservatoriet i Dublin. Hans huvudverksamhet låg emellertid inom den rena matematiken, speciellt kvaternionteorin och geometrin. Han utgav en ny edition av William Rowan Hamiltons Elements of quaternions (2 band, 1899–1901). Bland hans egna arbeten märks Manual of quaternions¨ (1905). Hans astronomiska arbeten var mindre betydande.